# Sainte-Jeanne-d'Arc (kyrkobyggnad)
Sainte-Jeanne-d'Arc är en kyrkobyggnad i Paris, invigd åt den heliga Jeanne d'Arc. Kyrkan är belägen vid Rue de la Chapelle i Paris artonde arrondissement.